# 30332 Tanaytandon
30332 Tanaytandon è un asteroide della fascia principale. Scoperto nel 2000, presenta un'orbita caratterizzata da un semiasse maggiore pari a 2,4307485 UA e da un'eccentricità di 0,0981307, inclinata di 3,45637° rispetto all'eclittica.